# Brazii (Arad)
Brazii ou Brazi (en hongrois : Raj) est une commune du județ d'Arad, Roumanie qui compte 1 155 habitants.
La commune est composée de 5 villages : Brazzi, Buceava-Șoimuș, Iacobini, Mădrigești et Secaș.

## Culture
D'après le recensement de 2011, la commune compte 1 155 habitants, en forte baisse par rapport au recensement de 2002 où elle en comptait 1 417.